# Grzechy wołające o pomstę do Nieba
Grzechy wołające o pomstę do Nieba − według tradycji katechizmu katolickiego, kategoria zawierająca takie grzechy jak:
- rozmyślne zabójstwo
- grzech cielesny przeciw naturze
- uciskanie ubogich, wdów i sierot
- odmowę zapłaty należnej za pracę.

Katechizm Kościoła Katolickiego jako „grzechy, które wołają o pomstę do nieba” wymienia:
- krew Abla;
- grzech Sodomitów;
- narzekanie uciemiężonego ludu w Egipcie;
- skarga cudzoziemca oraz wdowy i sieroty;
- niesprawiedliwość względem najemnika[2].

Po łacinie:
1. Homicidium voluntarium.
2. Peccatum Sodomitarum.
3. Clamor populi oppressi.
4. Iniustitia in mercenarium.